# Mike Sangster
Mike Sangster (n, 11 de septiembre de 1940) - (n, 30 de abril de 1985) es un jugador británico de tenis. Su mejor posición en el ranking de individuales fue el N.º 7 en el año 1961. En 1963 llegó a semifinales de Roland Garros. En 1961 llegó a la semifinal de Wimbledon y el Abierto de Estados Unidos. También llegó a cuartos de final del Abierto de Australia en 1961 y 1964.